# ديميتيلان
ديميتيلان (الصيغة الكيميائية: C 10 H 16 N 4 O 3) هو مركب كيميائي يستخدم في المبيدات الحشرية.